# Venedigergruppen
Venedigergruppen er en bjerggruppe i Alperne i Østrig og er en del af bjergkæden Hohe Tauern. Venedigergruppen ligger i delstaterne Salzburg og Tyrol (delstat) og rækker desuden ind i Italien. Det højeste bjerg er Großvenediger med en højde på 3.666 moh. De to følgende højeste bjerge er Rainerhorn med en højde på 3.559 moh. og Hohes Aderl med 3.506 moh.
Venedigergruppen befinder sig i den vestlige del af Hohe Tauern. Gruppen er endvidere den bjerggruppe i Hohe Tauern, der har flest gletsjere, og gruppen har mere end 100 bjergtoppe over 3.000 m.
Venedigergruppen er beliggende i Nationalpark Hohe Tauern og står således under naturbeskyttelse.
Venedigergruppen grænser op til følgende bjerggrupper i Alperne:
- Kitzbühel Alperne (mod nord)
- Granatspitzgruppen (mod øst)
- Villgratner Berge (mod syd)
- Riesenfernergruppen (mod sydvest)
- Zillertal Alperne (mod vest)

47°05′32″N 12°18′18″Ø / 47.0922°N 12.305°Ø